# Staatspreis des Landes Nordrhein-Westfalen

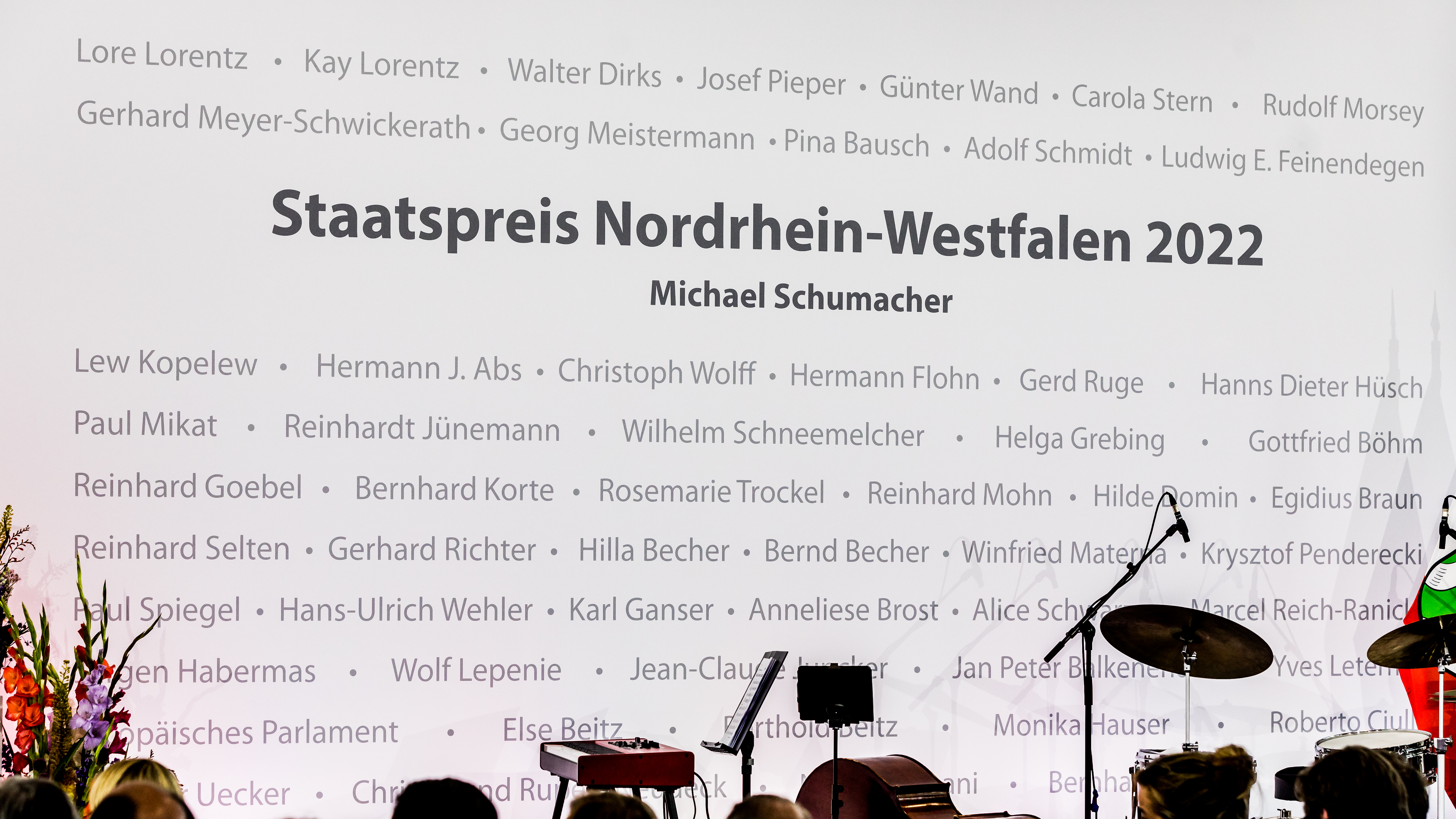
Verleihung des Staatspreises des Landes Nordrhein-Westfalen an Michael Schumacher

Der Staatspreis des Landes Nordrhein-Westfalen ist ein 1986 gestifteter Preis des Landes Nordrhein-Westfalen, der für herausragende kulturelle oder wissenschaftliche Leistungen oder herausragende Leistungen in anderen Lebensbereichen verliehen wird. Die Preisträger sollen Persönlichkeiten sein, die dem Land Nordrhein-Westfalen durch Werdegang oder Wirken verbunden sind.
Die Verleihung des Preises erfolgt in der Regel jährlich. Die Preisträger werden von einem durch den Ministerpräsidenten des Landes berufenen, bis zu sieben Personen umfassenden Gremium ausgewählt. Der Preis war ursprünglich mit 50.000 DM dotiert. Nach Einführung des Euro wurde die Höhe des Preisgeldes 2002 auf 25.000 € festgelegt. Der Preis kann auf mehrere Personen aufgeteilt werden.

## Preisträger

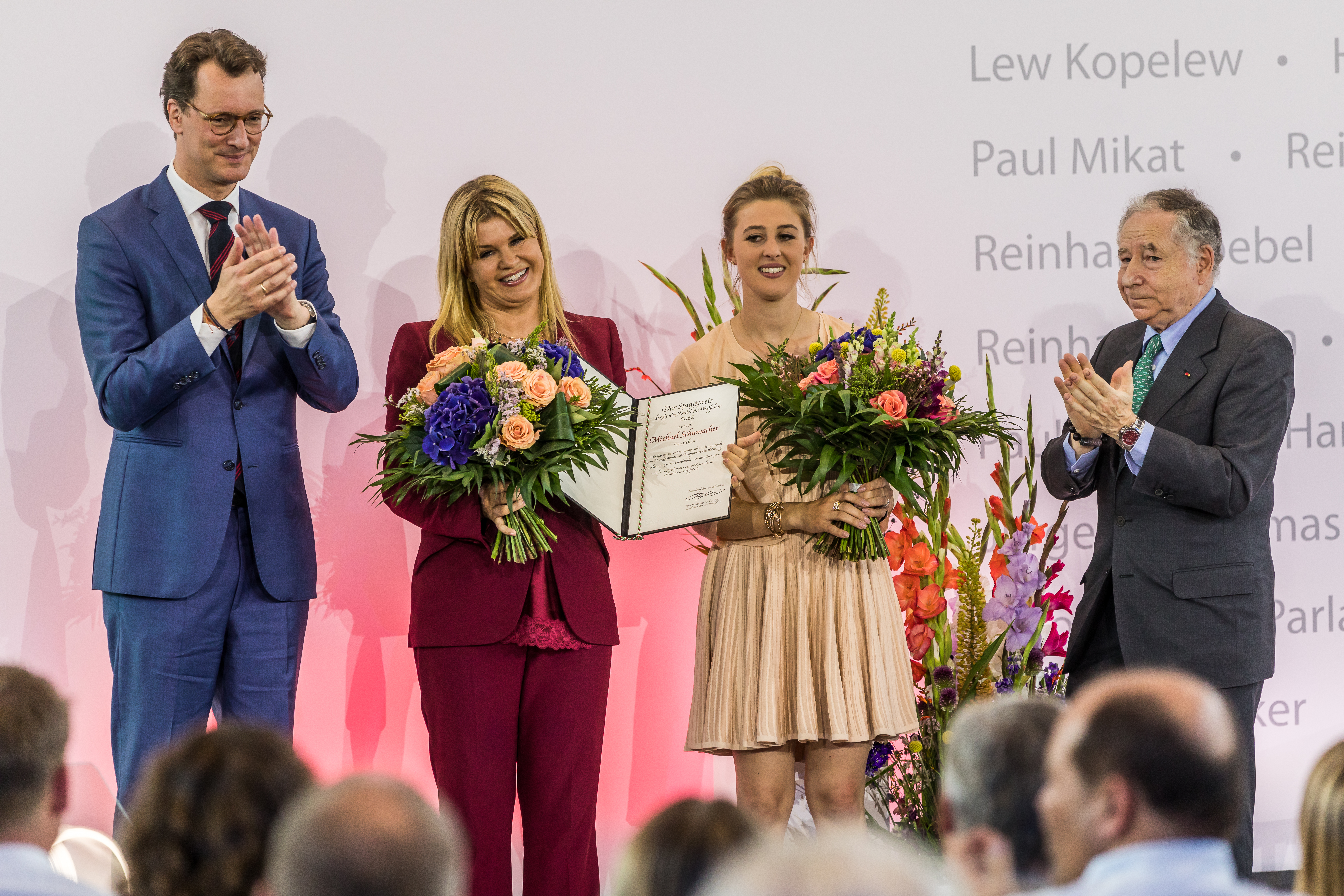
Ehefrau Corinna Schuhmacher und Tochter Gina-Maria Bethke haben den Staatspreis des Landes NRW für den kranken Michael Schumacher entgegengenommen. Links: NRW-Ministerpräsident Hendrik Wüst, rechts: Laudator Jean Todt

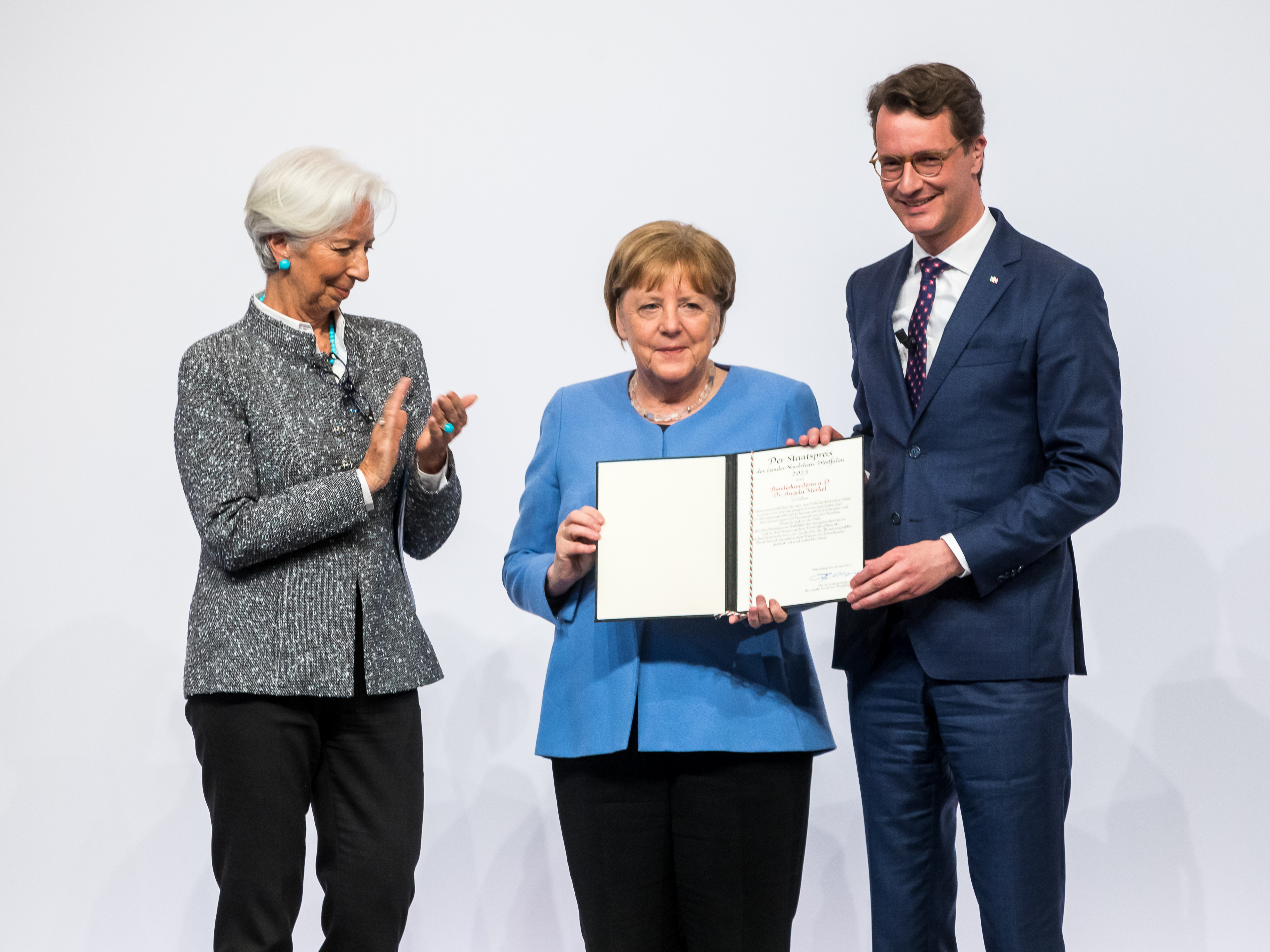
Angela Merkel hat den Staatspreis von NRW-Ministerpräsident Hendrik Wüst entgegengenommen. Links Laudatorin Christine Lagarde

- 1986 – Kay Lorentz, Lore Lorentz und Walter Dirks
- 1987 – Josef Pieper und Günter Wand
- 1988 – Rudolf Morsey und Carola Stern
- 1989 – Gerhard Meyer-Schwickerath und Georg Meistermann
- 1990 – Pina Bausch und Adolf Schmidt
- 1991 – Ludwig E. Feinendegen und Lew Kopelev
- 1992 – Hermann Josef Abs und Christoph Wolff
- 1993 – Hermann Flohn und Gerd Ruge
- 1994 – Hanns Dieter Hüsch und Paul Mikat
- 1995 – Reinhardt Jünemann und Wilhelm Schneemelcher
- 1996 – Helga Grebing und Gottfried Böhm
- 1997 – Reinhard Goebel und Bernhard Korte
- 1998 – Rosemarie Trockel und Reinhard Mohn
- 1999 – Hilde Domin und Egidius Braun
- 2000 – Reinhard Selten und Gerhard Richter
- 2001 – Hilla Becher, Bernd Becher und Winfried Materna
- 2002 – Krysztof Penderecki und Paul Spiegel
- 2003 – Hans-Ulrich Wehler und Karl Ganser
- 2004 – Anneliese Brost und Alice Schwarzer
- 2005 – Marcel Reich-Ranicki
- 2006 – Jürgen Habermas
- 2007 – Wolf Lepenies
- 2008 – Jean-Claude Juncker, Jan Peter Balkenende und Yves Leterme
- 2009 – Europäisches Parlament, stellvertretend entgegengenommen durch dessen Präsidenten Jerzy Buzek
- 2011 – Berthold Beitz und seine Ehefrau Else Beitz
- 2012 – Monika Hauser[4]
- 2013 – Roberto Ciulli[5]
- 2015 – Günther Uecker[6]
- 2016 – Christel Neudeck und Rupert Neudeck (postum)[7]
- 2017 – Navid Kermani
- 2018 – Bernhard Paul
- 2019 – Klaus Töpfer
- 2020 – pandemiebedingt nicht verliehen
- 2021 – pandemiebedingt nicht verliehen
- 2022 – Michael Schumacher[8]
- 2023 – Angela Merkel[9]
- 2024 – Die Toten Hosen[10]